# Burg Bösingfeld
Die Burg Bösingfeld, auch Neutrotzdenburg oder Alte Trotzdenburg genannt, ist eine abgegangene Burg im Ortsteil Bösingfeld der lippischen Gemeinde Extertal in Nordrhein-Westfalen in Deutschland.

## Geschichte
Über die Geschichte der Burg ist nur wenig bekannt. Im Jahre 1247 wird erstmals eine Münzstätte in Bösingfeld erwähnt. Diese dürfte sich in der vermutlich nur kleinen Burg, errichtet durch die Grafen von Sternberg, befunden haben. 1346 wird ein Burgmann erwähnt, 1391 erstmals die Burg selbst. Im Jahre 1405 fielen Stadt und Burg zusammen mit der Grafschaft Sternberg an die Edelherren zur Lippe. Bösingfeld fiel nach 1442 wüst, die Burg wurde vermutlich schon vorher aufgegeben.
Ab 1492 wurde Bösingfeld wiederbesiedelt, dabei veränderte sich der ältere Stadtgrundriss, so dass die zuvor aufgegebene Burgstelle nicht mehr erkennbar ist. Eine neue Burg wurde nicht wieder errichtet.

## Lage
Der genaue Standort der Burg ist bis heute unbekannt und archäologisch nicht nachgewiesen. Es gibt innerhalb der Stadt Bösingfeld zwei Standorte, an denen sie vermutet wird. Auf dem sogenannten „Pulverberg“ wurden 1939 Steingewölbe entdeckt, die mit der Burg in Verbindung gebracht wurden. Am Nordhagen verweist der Flurname „Neutrotzdenburg“ bzw. „Alte Trotzdenburg“ auf einen weiteren möglichen Standort.